# Jelenie Siodło
Jelenie Siodło (ok. 1480 m) – szeroko i płytko wcięta przełęcz w północno-zachodniej grani Hawrania w słowackich Tatrach Bielskich. Grań ta oddziela Dolinę Czarnego Potoku od Doliny Hawraniej. Przełęcz znajduje się pomiędzy Jelenią Kopką (ok. 1480 m) na północy, a Skrajnym Hawranim Kopiniakiem (ok. 1720 m) na południu.
Rejon przełęczy i obydwa jej zbocza porasta las. Przełęcz jest łatwo dostępna z obydwu dolin. Stanowi wygodne połączenie Starej Polany z Hawranią Równią. Prowadzi nią Bielska Ścieżka nad Reglami. Stan ścieżek w rejonie przełęczy wskazuje jednak, że korzystają z tego skrótu wyłącznie zwierzęta. Przełęcz znajduje się w zamkniętym dla turystów i taterników obszarze ochrony ścisłej Tatrzańskiego Parku Narodowego.
Nazwę przełęczy wprowadził Władysław Cywiński w 4 tomie przewodnika Tatry.